# Cicido
Cicido je slovenska revija, namenjena predšolskim otrokom. Izdaja jo založba Mladinska knjiga od septembra 1998. 
Sprva je bila priloga revije Ciciban. 

### Oglaševanje
Oglasi v njem so večinoma vezani na hrano in pijačo, gradiva ter storitve, na igrače pa ne toliko, kot v reviji Ciciban. Leta 2013 je bilo ugotovljeno, da vsebuje neoznačene oglase blagovne znamke Lumpi trgovske verige Mercator. 